# ゼルナ
ゼルナ（グルジア語: ძერნა、グルジア語ラテン翻字: Dzerna）は、中世のコーカサス地域に存在した要塞都市である。中世ジョージアの年代記文学集『カルトリ年代記』に収められた『諸王の王ダヴィトの生涯』に登場する。場所はヘレティ地方、現代のアゼルバイジャンのガフ地区ザルナ村の近郊に位置する。
カルトリ年代記には

サムシヴィルデとゼルナが占領されたとき、クロニコンは330であった

と記されており、伝統的紀年法であるクロニコンで330年、すなわち西暦1110年に、ジョージア連合王国の軍が両都市を攻略・奪還したことがわかる。なお、ゼルナに関するさらなる歴史的情報は、現在のところ確認されていない。